# Бержерак-1
Бержерак-1 (фр. Bergerac-1) — кантон во Франции, находится в регионе Аквитания, департамент Дордонь. Входит в состав округа Бержерак.
Код INSEE кантона — 2401. В состав кантона Бержерак-1 входит часть коммуны Бержерак.

## Население
Население кантона на 2012 год составляло 18 801 человек.
| 1962 | 1968 | 1975 | 1982 | 1990   | 1999   | 2006   | 2012   |
| ---- | ---- | ---- | ---- | ------ | ------ | ------ | ------ |
| —    | —    | —    | —    | 20 539 | 20 072 | 21 508 | 18 801 |